# Cristóbal Egerstrom
Cristóbal Egerstrom Ericksson (22 de noviembre de 1956) es un jinete mexicano que compitió en la modalidad de doma. Ganó cuatro medallas en los Juegos Panamericanos entre los años 1983 y 1995.

## Palmarés internacional
| Juegos Panamericanos | Juegos Panamericanos          | Juegos Panamericanos | Juegos Panamericanos |
| Año                  | Lugar                         | Medalla              | Categoría            |
| -------------------- | ----------------------------- | -------------------- | -------------------- |
| 1983                 | Caracas (Venezuela)           | Medalla de plata     | Por equipos          |
| 1987                 | Indianápolis (Estados Unidos) | Medalla de bronce    | Por equipos          |
| 1991                 | La Habana (Cuba)              | Medalla de bronce    | Por equipos          |
| 1995                 | Mar del Plata (Argentina)     | Medalla de oro       | Por equipos          |